# Los farolillos
Labrador con dos niños con farolillos japoneses o Los farolillos es un óleo sobre lienzo del pintor español Joaquín Sorolla, pintado en 1891. Se trata de una obra perteneciente al Legado Luis Simarro, donado a la Universidad Complutense de Madrid en 1921 por Luis Simarro, catedrático de Psicología Experimental en esta universidad. El cuadro fue un regalo a Luis Simarro y cuenta con una inscripción con una dedicatoria del pintor: Al Dr. Simarro su amigo/J. Sorolla/Valencia/1891.
La pintura muestra la tradición valenciana de hacer unos farolillos o fanalets en verano vaciando una sandía y dibujando en la piel de la sandía unas figuras que destacarán con la luz de la vela en el interior. Suelen dibujarse un Sol, una Luna, una estrella y una escalera, aunque pueden aparecer otros motivos. Una vez realizado el farolillo los niños solían llevarlos de noche cantando una popular canción emulando el trabajo del sereno.La escena muestra a un niño y una niña con sendos farolillos, acompañados de un anciano, seguramente su abuelo. Sorolla muestra en esta obra dos de sus temas principales, escenas de la huerta valenciana y la luz. En este caso es otra de las obras que muestra juegos y vida en el exterior.
Fue una de las obras exhibidas en la exposición La edad dichosa. La infancia en Sorolla en el Museo Sorolla en 2022.